# Yves Riesel
Yves Riesel (né à Alger en 1958) est un producteur de concerts, producteur phonographique et distributeur phonographique français ainsi que directeur et cofondateur du label Abeille Musique et du site de vente de musique en ligne Qobuz. Il a été membre du Conseil syndical du SNEP au titre de Abeille Musique, et vice-président de 2007 à 2010 puis de 2012 à 2014. En 2018 il crée les Concerts de Monsieur Croche puis en 2020 le média indépendant Couacs.

## Débuts professionnels
D'abord journaliste dans la presse écrite spécialisée, Yves Riesel se tourne progressivement vers la production musicale. Au début des années 1980, il devient producteur radiophonique à Fréquence Gaie. De 1984 à 1987, il anime la société de concert Les Musiciens Amoureux à la Comédie des Champs-Élysées, salle de théâtre qui fait partie du bâtiment du Théâtre des Champs-Élysées[réf. souhaitée].
À la fin de la décennie 1980 il s'investit dans la distribution de disques et créée le département classique de Media 7, puis Disques Concord. Il développe des partenariats avec de grands labels internationaux (Hyperion, Chandos, Accent, etc.).
À partir de 1991, il importe en France le label Naxos.

## Abeille Musique
Yves Riesel crée sa propre société Abeille Musique en 1997. Rejoint en 2000 par Alexandre Leforestier, il est alors le premier distributeur de labels classiques tels que Alia Vox ou Alpha et de nombreux labels étrangers.
Il installe au premier jour d’Abeille Musique un service de vente directe « traditionnelle » afin de réussir à diffuser des milliers de références spécialisées. Il crée en octobre 2000 le site Abeille Musique, qui propose un service de vente de disques compacts par correspondance. Ferraillant sans cesse avec la Fnac qui réduisait à l’époque son référencement classique, le site Abeille Musique, qui proposait aussi un forum très fréquenté et animé[réf. nécessaire], permettra à Abeille Musique de se maintenir.
En 2004, Abeille Musique se lance dans la distribution numérique « B2B » auprès de plateformes de distribution telles que Amazon.fr,  iTunes, Fnac.com ou MusicMe. C'était le seul disquaire numérique indépendant à offrir un catalogue numérique aussi important que celui des majors[réf. nécessaire].
Par ailleurs, en collaboration avec Pieter van Winckel, le directeur artistique de la firme néerlandaise Brilliant Classics, Yves Riesel conçoit un objet musical inédit : une intégrale Mozart à prix réduit. Mis sur le marché au début de 2005, ce coffret de 170 disques se vend à plus de 300 000 exemplaires[source insuffisante]. De nouvelles intégrales suivent : Bach, Beethoven, Chopin, Haydn ou encore Liszt.[réf. nécessaire]
Cinq ans plus tard, il est élu vice-président du Syndicat national de l'édition phonographique à l'issue de l'assemblée annuelle de cette organisation tenue le 20 juin 2012.
La société met toutefois fin à ses activités de distributeur de disques compacts et de DVD en octobre 2014, le groupe LyraMediaGroup, dont elle était une filiale, ayant décidé, pour des raisons financières, de se concentrer sur Qobuz.

## Qobuz
Alexandre Leforestier et Yves Riesel décident d’investir les profits générés par les intégrales sur le marché numérique. Ils développent l’offre du site Abeille Musique et fondent un nouveau site de vente de musique en ligne Qobuz.com, ouvert à l'ensemble des acteurs du marché.
Toutefois, Qobuz fait face à la concurrence de Deezer que Yves Riesel dénonce comme déloyale, compte-tenu de son soutien par Orange. Qobuz ne parvient pas à réaliser un troisième tour de table après ceux des investisseurs Innovacom et Sigma Gestion ; l'entreprise connaît des difficultés financières en 2014. Au terme d’une période de «  mise en sauvegarde » le 29 décembre 2015, Yves Riesel annonce le rachat de Qobuz par la plate-forme de distribution française Xandrie.

## Monsieur Croche & Co.
Début juin 2018, Yves Riesel annonce son nouveau projet : il crée une société de production de concerts et de conseil marketing dénommée Monsieur Croche & Co. par allusion au personnage de Monsieur Croche, le « double » critique du compositeur Claude Debussy.
La première activité annoncée de Monsieur Croche & Co. est une saison de 8 concerts à la Salle Gaveau à Paris. Le premier concert a eu lieu le 10 octobre 2018 avec le pianiste russo-américain Vladimir Feltsman.

## Distinction
En janvier 2011, le ministre de la culture Frédéric Mitterrand le nomme Chevalier des Arts et des Lettres dans le cadre du MIDEM. Il est ensuite promu au grade d'officier en 2020 .